# Släbro

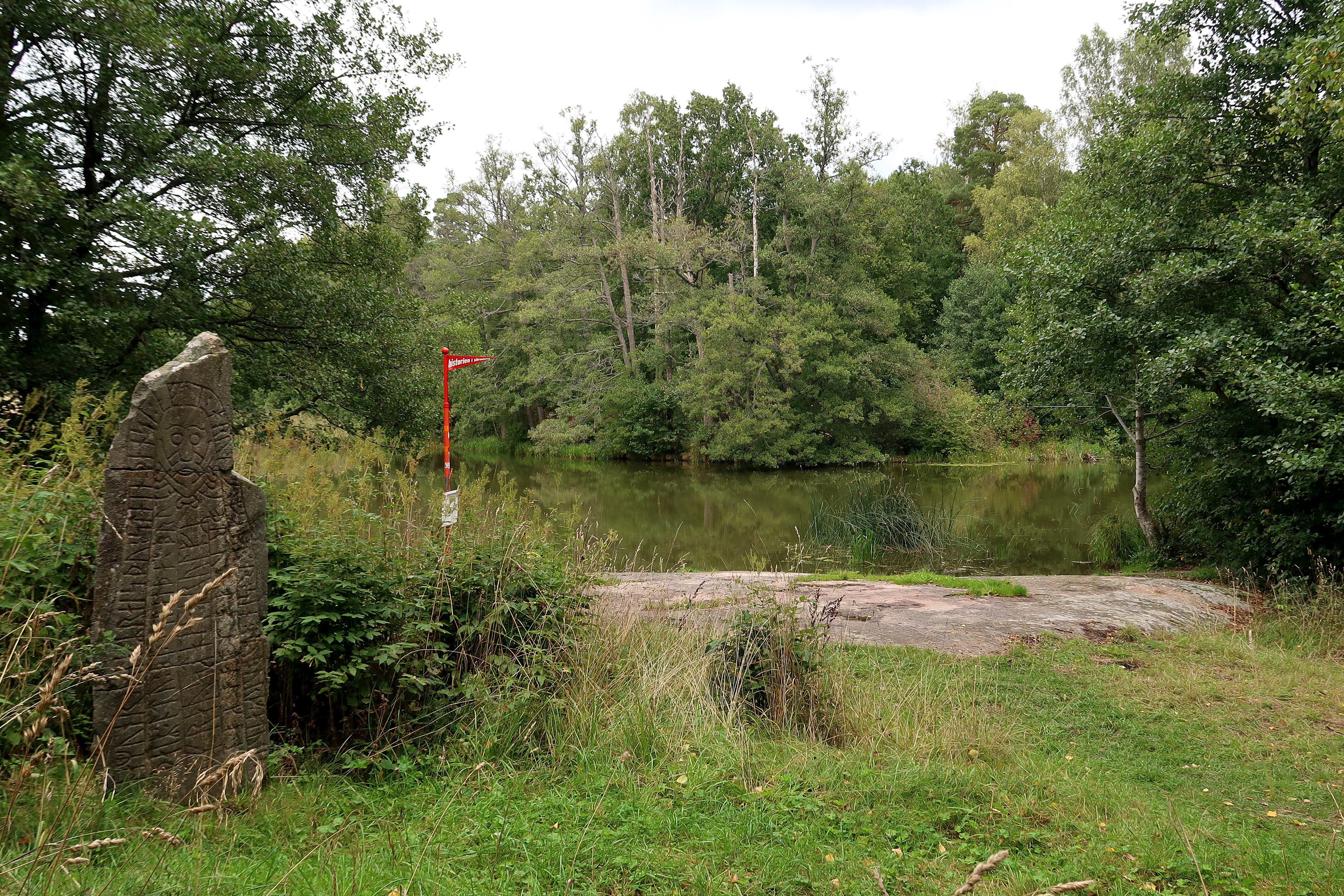
Övergången vid den gamla kavelbron över Nyköpingsån.

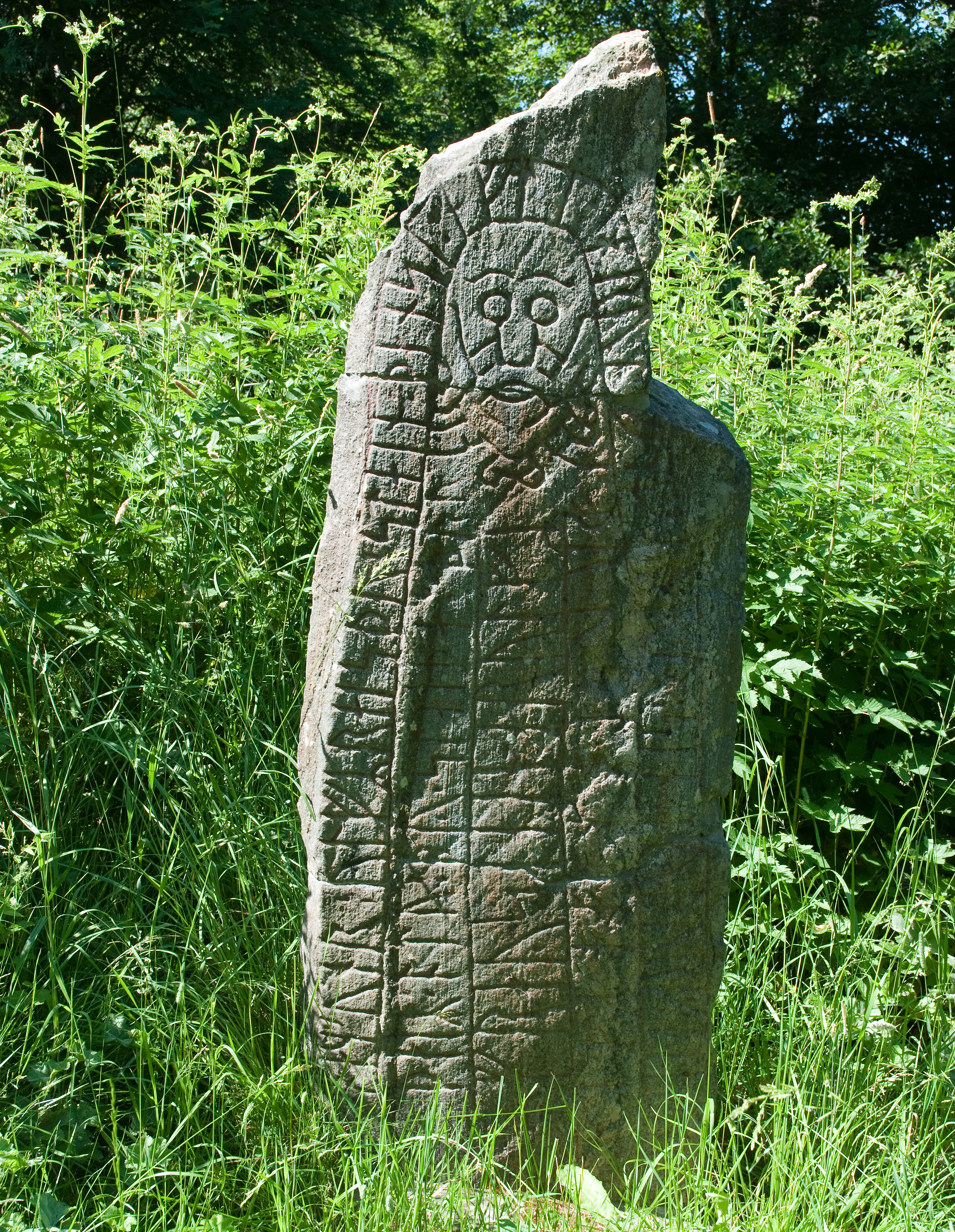
Runinskrift Sö 367 vid den gamla kavelbron över Nyköpingsån.

Runinskrift Sö 45 vid den gamla kavelbron över Nyköpingsån, 1963.

Släbro är en före detta by i Sankt Nicolai socken utanför Nyköping i Södermanland. Namngivande är den 50 meter långa kavelbron över Nyköpingsån som tidigare låg här. Broläggningen som nu är dold under vattenytan är klassificerad som en fast fornlämning. Den upptäcktes av en slump när Nyköpingsån i det närmaste hade torrlagts. Som en fortsättning till bron ansluter på åns norra sida två hålvägar och på dess södra sida en antydan till hålväg. I Släbro finns flera fornlämningar, såväl hällristningar från bronsåldern som runstenar och gravfält från yngre järnåldern.

## Södra gravfältet
På åns södra sida ligger ett gravfält som omfattar omkring 120 fornlämningar. Dessa utgöres av tio gravhögar, 108 runda stensättningar, två runstenar och en hålväg. Den största högen är 16 meter i diameter och 1,4 meter hög. Två av högarna har mittsten och några har synliga kantkedjor.
I gravfältets norra kant, vid den gamla bron, står två runstenar. Båda stenarna har hittats i ån och man vet därför inte på vilken sida om ån som de ursprungligen har stått.

### Södermanlands runinskrifter 367
Den ena runstenen har signum Sö 367. Stenen hittades 1935 och är av grå gnejs. Den är 1,8 meter hög, 0,7 meter bred 0,2 meter tjock. Runhöjden är 7–15 centimeter. Stenen är ovanlig eftersom den förutom nedanstående text är försedd med ett ansikte, som möjligen föreställer asaguden Tor. Den saknar det kristna korset och anses vara en av sydöstra Södermanlands allra äldsta.
Inskriften på nusvenska lyder:
"Håmund, Ulv reste denna sten efter Rolv, sin fader, Öborg efter sin man. De ägde byn Släbro, Frösten (och) Rolv, dugande män".

### Södermanlands runinskrifter 45
Den andra runstenen, som är av grå granit, har signum Sö 45. Den är 1,1 meter hög, 1,5 meter bred och 0,3 meter tjock. Runhöjden är 6–15 centimeter. 
Inskriften på nusvenska lyder:
"Gerfast och Estfare reste denna sten efter Frösten, sin fader, och efter Vagn, sin broder. Bröderna åstadkom runorna".

## Norra gravfältet
På åns norra sida ligger också ett gravfält som består av åtta gravhögar, cirka 34 runda stensättningar, tre domarringar och två hålvägar. Den största högen är 19 meter i diameter, 2,2 meter hög och har en grop i mitten, cirka 3 meter i diameter och 0,7 meter djup. Domarringarna, belägna i gravfältets västra del är 9–12 meter i diameter och består av 7–8 klumpstenar. Från åstranden i gravfältets mellersta del utgår 2 hålvägsartade försänkningar mot norr. Norra gravfältet ligger i Helgona socken.

## Hällristningarna
Mellan Nyköpingsåns södra strand och Släbroskolan, 300 meter öster om runstenarna, ligger ett hällristningsområde. De upptäcktes i samband med Riksantikvarieämbetets fornminnesinventering 1984 av S-G Broström och K. Ihrestam. År 1985 gjordes en arkeologisk undersökning av området. Man hittade kol, ben, keramik, flinta och stenverktyg från bronsåldern. Under nämnda epok låg hällarna 1–6 strax ovanför Nyköpingsåns mynning i havet. Troligen fanns här en kult- och handelsplats för människor längre upp i landet efter Nyköpingsåns sjösystem.
Man har hittat 434 figurer och 255 älvkvarnar plus ett tiotal andra figurer. Det rör sig sammanlagt om 700 stycken. Här återfinns så kallade släbrofigurer vars motiv är svårtolkat. Många av de figurtyper som brukar finnas på hällristningar i Sydsverige saknas i Släbroristningen, som exempelvis skepp, djur, fotsulor och människor. I en utformning kan släbrofiguren liknas vid en mänsklig gestalt, med rundad kropp dekorerad med linjer och punkter.

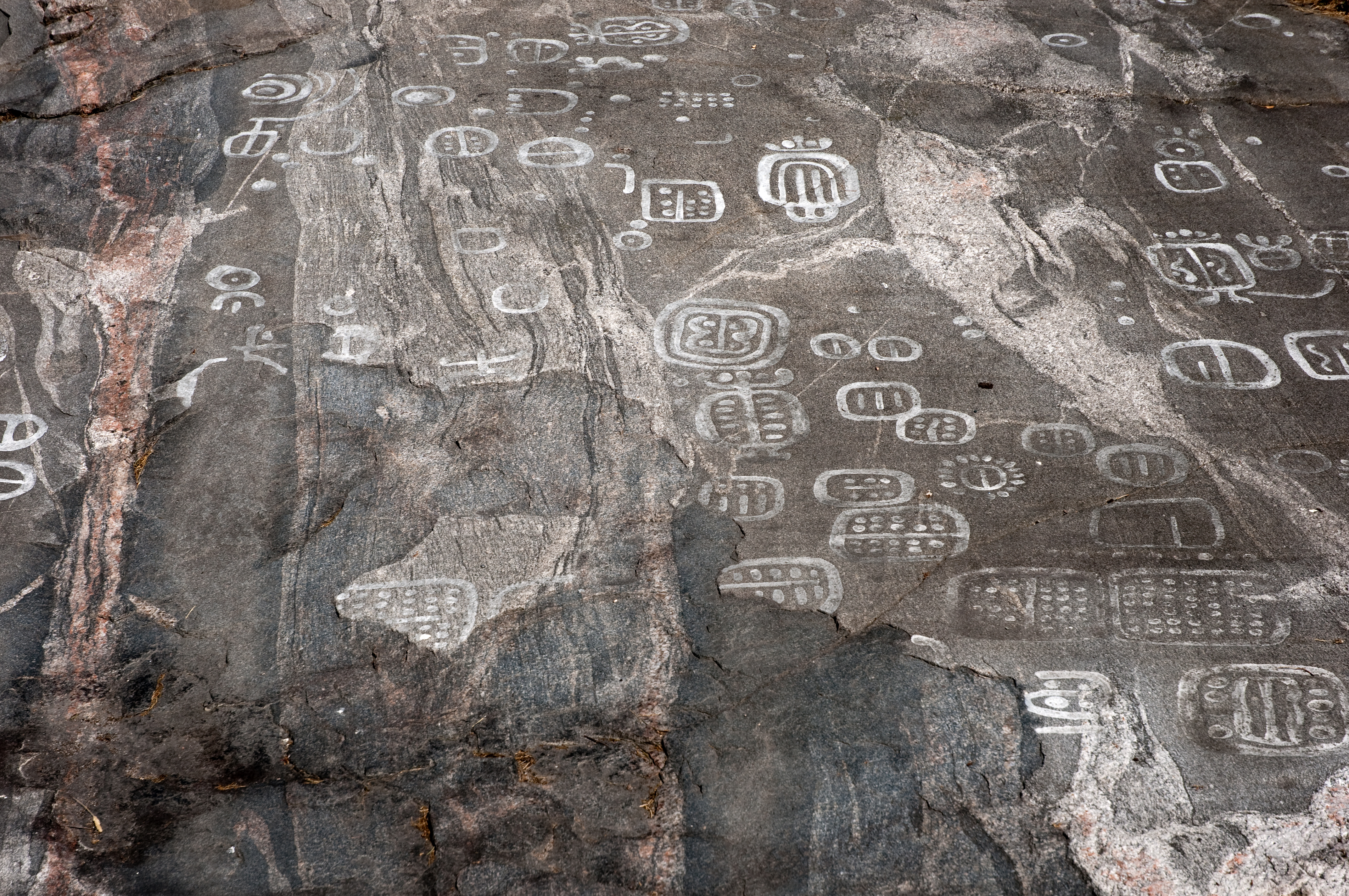
Hällristningar vid Släbro.
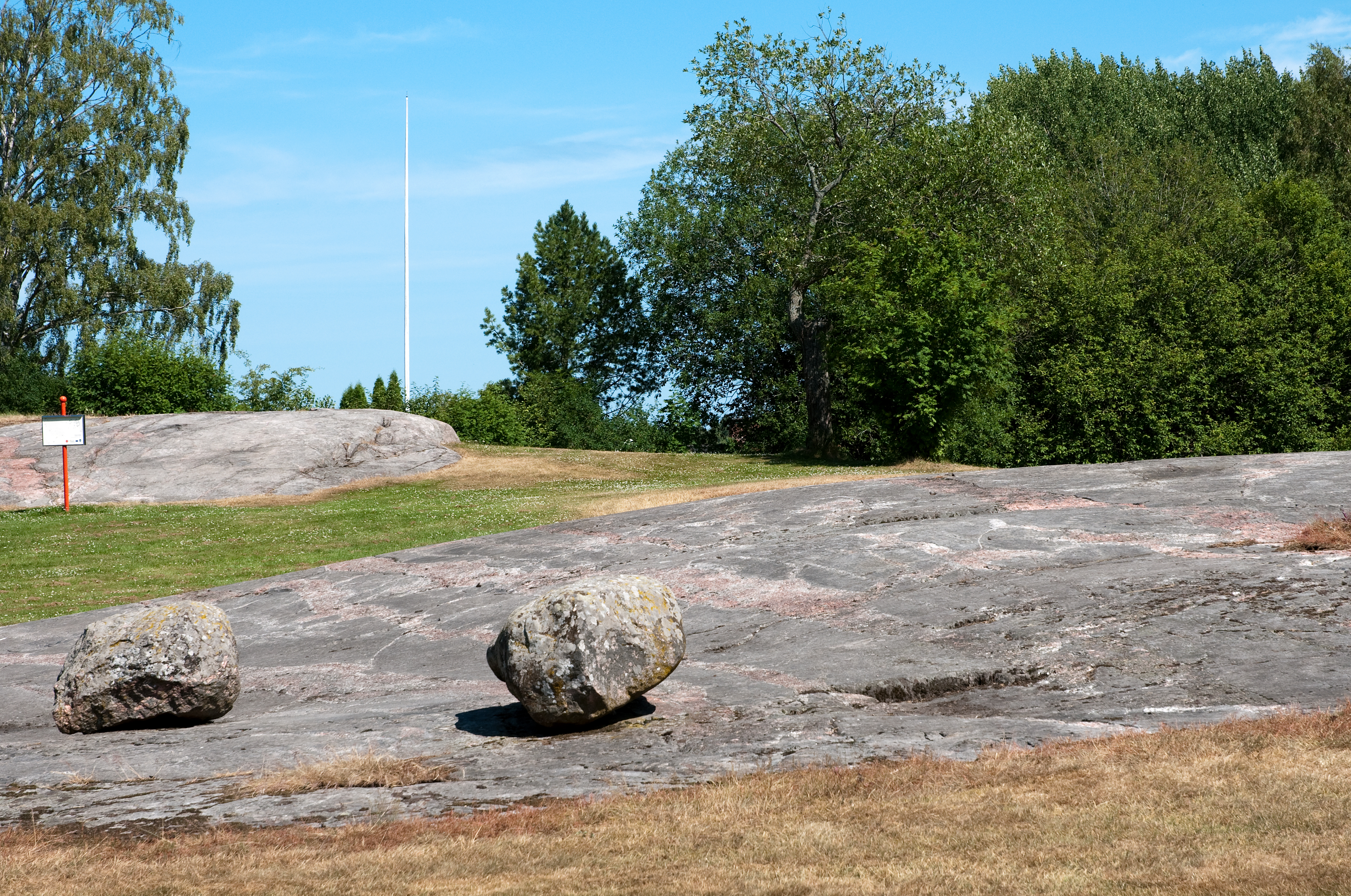

## Byn
Släbro by omtalas, förutom på Runstenen Sö 367 i ett dokument från 1378 då Olof Petersson, borgare i Nyköping sålde sina andelar i två kvarnhus i Släbro fors till Bo Jonsson (Grip). Bo Jonsson bytte 1384 bort ett kvarnhus med tre kvarnstenar som sägs ligga i östra ändan av byn, och senare samma år även det översta kvarnhuset i Släbro med en större mängd jord. Under 1500-talet består byn av ett mantal frälse som tillhörde Birger Nilsson (Grip) och ett mantal arv och eget.